# Eduard Karl Heinrich Heydenreich

Eduard Karl Heinrich Heydenreich

Eduard Karl Heinrich Heydenreich (* 29. Mai 1852 in Dresden; † 2. März 1915 in Leipzig) war ein deutscher Doktor der Philologie, Gymnasiallehrer, Dozent für Geschichte an der Königlichen Bergakademie zu Freiberg, Professor, Ahnenforscher, Regierungsrat und Archivar sowie zuletzt Kommissar für Adelsangelegenheiten im sächsischen Innenministerium.

## Leben und Wirken

Hedwig Sophie Heydenreich geb. Fischer Leichpredigt, 1738

Eduard Karl Heinrich Heydenreich war Kommissar für Adelsangelegenheiten im Königlich Sachsischen Ministerium des Innern; Regierungsrat, Prof. Dr. phil., und hatte als Pseudonym „Philolithus Montanus“. Er wurde am 29. Mai 1852 in Dresden geboren. Auf dem Gymnasium zum heiligen Kreuz in Dresden vorgebildet, studierte er 1871–1876 Philologie und Geschichte auf der Universität Leipzig und 1895–1899 Geschichte, Germanistik und Jurisprudenz auf der Universität Marburg. Er promovierte in Leipzig 1874 zum Dr. phil., bestand 1875 die Oberlehrerprüfung und 1899 in Marburg die für den Königlich Preußische Archivdienst. Vom 15. August bis Ende September 1875 war er Vikar am Thomasgymnasium zu Leipzig, 1875–1889 Oberlehrer am Gymnasium Albertinum zu Freiberg im Erzgebirge, seit 1882 zugleich Privatdozent der Geschichte an der Bergakademie Freiberg, 1889–1895 Oberlehrer am Königlichen Gymnasium zu Schneeberg im Erzgebirge, erhielt 1896 Rang und Titel eines Königlich Sächsischen Professors, war 1899–1902 Archivar der Stadt Mühlhausen in Thüringen, gründete als solcher 1899 den Mühlhäuser Altertumsverein und gab dessen Vereinsorgan, die Mühlhäuser Geschichtsblätter, Bd. 1–3 allein, Bd. 4 mit Kettner heraus. 1904 erhielt er einen Ruf als Kommissar für Adelsangelegenheiten in das Königlich Sächsische Ministerium des Innern und 1902 Rang und Titel eines Königlich Sächsischen Regierungsrates. Seit 1902 war er auch Mitglied des Ausschusses für Adelssachen bei dem Königlich Sächsischen Ministerium des Innern. Außerdem war er Ehrenmitglied des Freiberger Altertumsvereins, seit 1907 Inhaber des Ritterkreuzes I. Klasse des Königlich Sächsischen Albrechtsordens. Am 1. Juni 1911 übernahm er das General-Sekretariat der Zentralstelle für deutsche Personen- und Familiengeschichte, deren stetigem Wachsen die Leitung durch einen mit dem umfangreichen Gebiete ihrer Tätigkeit völlig vertrauten Fachmann außerordentlich förderlich war. Auch die Leitung der Familiengeschichtlichen Blätter lag eine Zeitlang in Heydenreichs Händen. Während der Jahre 1911 und 1912 widmete sich Heydenreich außerdem noch der wissenschaftlichen Heranbildung junger Genealogen im Rahmen von Lamprechts Institut für Kultur- und Universalgeschichte an der Universität Leipzig. Ein schweres Leiden nötigte ihn, Ende 1913 seine Tätigkeit an der Zentralstelle aufzugeben. Heydenreichs Entwicklungsgang von der Philologie über die Geschichte zur Genealogie spricht sich auch in seiner literarischen Tätigkeit deutlich aus. Bekannt ist Heydenreich für sein Standardwerk „Praktisches Handbuch der Genealogie“, das im Jahre 1909 zuerst als „Familiengeschichtliche Quellenkunde“ und dann im Jahre 1913 in doppeltem Umfange unter dem erstgenannten Titel erschien. Hierin erwähnt er als Beispiel einer Leichpredigt (ohne den Leser auf seine eigene Abstammung hinzuweisen) auf Hedewig Sophie Heydenreich geb. Fischer (* 14. Dezember 1705 in Dresden; † 5. März 1738 in Dresden-Neustadt), eine Enkeltochter des Leibarztes Dr. Heinrich III. Erndel.
Heydenreich hat hier ein Werk geschaffen, das gewiss in Einzelheiten angreifbar ist. Bedenkt man jedoch den ungeheuren Umfang des behandelten Gebietes und die Arbeit, die zur Heranschaffung allein des statistischen Materials notwendig war, so kann man dem Geleisteten seine Hochachtung nicht versagen.

## Familie
Eduard Heinrich Heydenreich entstammte der sächsischen Familie Heydenreich, die mehrere berühmte Theologen, Juristen, Politiker und Offiziere in ihrem Stammbaum enthält. Die ununterbrochene Stammfolge geht auf Hannß Heydenreich auf Walthersdorf bei Freiberg zurück.
Er wurde am 29. Mai 1852 geboren als Sohn des Julius Karl Heinrich Heydenreich, auch Julius Carl Heinrich Heydenreich (* 28. Oktober 1817 in Dresden; † 8. September 1904 in Blasewitz bei Dresden) ein Geistlicher und ehemaliger Pfarrer von Leubnitz-Neuostra, verheiratet seit 11. Juni 1851 in Dresden mit Emilie Bertha Steffen (* 17. September 1830 in Detmold; † 17. Juni 1910 in Strehlen, Niederschlesien), Pianistin, eine Schülerin von Clara und Robert Schumann, Tochter des Johann Heinrich Friedrich Steffen, (* 8. Januar 1802 in Werden a.d. Ruhr; † 3. Februar 1849 in Detmold), Fürstl. Lippischer Hof-Kapell-Musikus; verheiratet in Detmold seit 18. Mai 1827 mit Katharine Wilhelmine Henriette Brink (Brinkmann), (* 13. Februar 1806 in Detmold; † 24. Februar 1877 ebenda).
Heydenreich heiratete am 27. September 1881 in Dresden Elfriede Pauline Agnes Müller (* 6. Juni 1861 in Strehlen in Niederschlesien), Tochter des Karl Gottlieb Müller, (* 3. Februar 1829 in Trebnitz in Schlesien; † 14. März 1895 in Breslau), verheiratet seit 19. Juli 1855 mit Mathilde Männling, (* 11. Oktober 1830 in Strehlen; † 15. September 1904 ebenda). Drei Töchter gingen aus der Ehe hervor:
1. Martha Emilie Mathilde Heydenreich (* 22. März 1883 in Freiberg) verheiratet seit 28. September 1908 in Dresden mit Paul Gotthelf Schwen (* Mai 1879 in Bärenstein; † 1949), Lic. theol, Pfarrer in Freiberg
2. Marie Johanne Heydenreich (* 11. Oktober 1886 in Freiberg)
3. Elfriede Martha Marie Heydenreich (* 14. September 1887 in Freiberg), Gewerbelehrerin in Dresden

## Vereine
Heydenreich war Korrespondierendes Mitglied des Herold, Vereins für  Wappen-, Siegel- und Familienkunde, Berlin, der Heraldisch-Genealogischen Gesellschaft „Adler“, Wien, des St. Michael, Vereins deutscher Edelleute zur Pflege der Adels- und Familiengeschichte München und des Dansk Genealogisk Institut, Kopenhagen; Auswärtiges Mitglied der Kgl. Preuß. Akademie gemeinnütziger Wissenschaften, Erfurt; Ehrenmitglied des Freiberger Altertums-Vereins; Gründer und Ehrenmitglied des Mühlhäuser Altertums-Vereins; Mitglied der Zentralstelle für deutsche Personen- und Familiengeschichte, Leipzig, des Verbandes deutscher Historiker, und des sächsischen Gymnasial-Lehrervereins.

## Nachlass
Obwohl einige Papieren im Sächsischen Staatsarchiv in Leipzig-Paunsdorf aufbewahrt wurden, ist der Löwenteil von Heydenreichs genealogischer Forschung in Familienhänden geblieben, bis sie um 2016 versteigert wurde. Damit sind als Quelle sehr wertvolle Dokumente, die aus der Zeit vor dem Siebenjährigen Krieg stammen und wegen des Verlusts von alternativen Quellen wie z. B. die Kirchenregister die bei der Bombardierung Dresdens vernichtet worden sind, der Familie verloren gegangen.

## Werke (Auswahl)
- Quaestiones Propertianae, 1875.

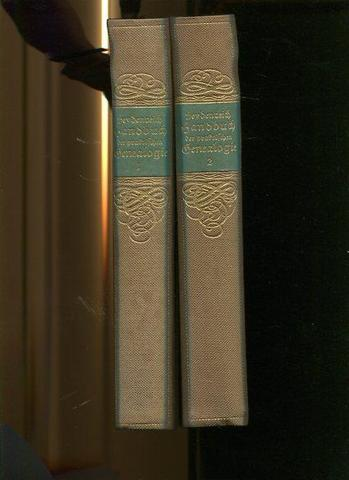
Handbuch der Praktischen Genealogie, 2 Bände, 1913

Handbuch der Praktischen Genealogie, Vorseite, 1913

- Hyginhandschrift der Freiberger Gymnasial-Bibliothek, 1878.
- Fabius Pictor und Livius, 1878.
- Geschichte des Kirchspiels Leubnitz bei Dresden, 1878.
- Kriegsdrangsale von Freibergs ländlicher Umgebung im 18. Jahrh., 1879.
- Incerti auctoris de Constantino Magno eiusque matre Helena libellus, 1879.
- Livius und die römische Plebs., 1882.
- Bibliographisches Repertorium über die Geschichte der Stadt Freiberg und ihres Berg- und Hüttenwesens, 1885.
- Beziehungen des Hauses Wettin zur Berghauptstadt Freiberg (mit Knauth, Festschrift der Stadt Freiberg zum Wettin-Jubiläum), 1889.
- Geschichte und Poesie des Freiberger Berg- und Hüttenwesens, 1882.
- Griechische Berichte über die Jugend Constantins des Grossen, in den Griechischen Studien, Hermann Lipsius zum 60. Geburtstag dargebracht (1894).
- Aus grosser Zeit. Festreden, 1897.
- Geschichte des Lyceums der Stadt Schneeberg (in der Festschrift zur Einweihung des neuen Gymnasialgebäudes in Schneeberg).
- Das älteste Fuldaer Kartular im Staatsarchiv Marburg, 1899.
- Aus der Geschichte der Reichsstadt Mühlhausen in Thüringen, 1900.
- Archivwesen und Geschichtswissenschaft, 1900.
- Die Bedeutung der Stadtarchive, ihre Einrichtung und Verwaltung, 1901.
- Das Archiv der Stadt Mühlhausen in Thüringen, 1901.
- Familiengeschichtliche Quellenkunde, H. A. Ludwig Degener, Leipzig 1909
- Handbuch der Praktischen Genealogie, O. Band & 2. Band, Leipzig, H.A. Ludwig Degener, 1913
- Außerdem zahlreiche Aufsätze und Rezensionen im Korrespondenzblatt der deutschen Geschichtsvereine, der Deutschen Zeitschrift für Geschichtswissenschaft, dem Archiv und dem Neuen Archiv für Sächsische Geschichte, dem Archiv für ältere deutsche Geschichtskunde, den Mühlhäuser Geschichtsblättern, den Mitteilungen des Freiberger Altertumsvereins, den von der Historischen Gesellschaft in Berlin herausgegebenen, von Prof. Dr. Hirsch redigierten Mitteilungen aus der historischen Literatur, der Zeitschrift für Literaturgeschichte, den Jahresberichten über die Fortschritte der klassischen Altertumswissenschaft, der Leipziger Zeitung, dem Dresdner Journal, der Berliner, von K. J. Müller herausgegebenen Zeitschrift für das Gymnasialwesen, der Wissenschaftlichen Beilage der Münchener Allgemeinen Zeitung, der Zeitschrift für den deutschen Unterricht und anderen Zeitschriften.

## Auszeichnungen (Auswahl)
- 1907: Ritter 1. Klasse des königlich-sächsischen Albrecht-Ordens